# Sydafrikansk delfin
Sydafrikansk delfin (Cephalorhynchus heavisidii), også kaldet Heavisides delfin, er en lille delfin, der forekommer ud for det sydvestlige Afrika ved Sydafrika og Namibia. Den ligner de øvrige arter i slægten Cephalorhynchus i kropsform og har en karakteristisk farvetegning i sort, hvid og grå. Den fremtrædende rygfinne er trekantet. Sydafrikansk delfin lever især af fisk i kulmulefamilien.